# 22903 Georgeclooney
22903 Georgeclooney este un asteroid din centura principală de asteroizi.

## Descriere
22903 Georgeclooney este un asteroid din centura principală de asteroizi. A fost descoperit pe 14 octombrie 1999 la Monte Agliale de Saura Donati. Asteroidul prezintă o orbită caracterizată de o semiaxă mare de 2,39 ua, o excentricitate de 0,24 și o înclinație de 25,4° în raport cu ecliptica.